# Axel Konrad
Pour les articles homonymes, voir Konrad.
Axel Konrad est un Dj et producteur allemand, connu pour être membre et producteur des célèbres groupes de techno/handsup DJ Valium , Baracuda  et Groove Coverage. Il a créé le label Suprime Record. Il reste une figure importante du handsup.

## Biographie
Axel Konrad est né le 2 février 1977 à Ingolstadt en Allemagne, où il vit toujours. À l'âge de 14 ans, il se découvre une passion pour le deejaying et après quelques années d'études fait ses débuts en 1993 en tant que DJ-producteur dans des clubs de Munich.
Influencé par la house hollandaise, il sort en 1998 un premier titre, Keep Da Clubstyle, auto-produit, sous le nom de DJ Valium (s'associant avec Ole Wierk aussi DJ-producteur allemand). Ce titre se classe aux premières places des charts allemands. Deux mois plus tard, il sort le maxi R.U.F.F. Beat sous son propre nom, et c'est à partir de là qu'il commence à se faire remarquer dans le milieu recevant de nombreuses commandes d'animations et de mixages. En décembre de la même année, il s'associe à une jeune chanteuse de 19 ans, Tanja Korb, dans le cadre de DJ Valium, dont elle restera la voix féminine principale, pour réaliser Go Right For, un deuxième single très apprécié en Allemagne. Puis vont s'enchainer à peu près régulièrement les singles.
En 1999 et parallèlement à DJ Valium, il s'associe à DJ Novus pour créer Groove Coverage, un autre projet de handsup, dans lequel il va fortement s'impliquer en studio et en production. Il crée aussi le projet techno Teenagerz avec Rob Mayth et effectue de nombreux remix.

### Autres projets
- DJ Valium
- Groove Coverage
- Age Pee
- Renegade Masterz
- Baracuda
- Dance United
- Future Trance United
- Spring break
- Melanie Flash
- Teenagerz
- DJ Antoine

## Discographie
Solo
- R.U.F.F. Beat
- Axel F

Remix
- DJ Sledge Hammer - Sunshine
- Groove Coverage - God is A Girl
- Groove Coverage - Runaway
- Age Pee - When The Rain Begins To Fall
- Zane and Foster - When i'm with you
- Mandaryna - Here I Go Again
- Kate Ryan - Ella Elle l'a (Club Mix) with IC3M4N